# 失列门
失烈门（?—?），《元史》作失列门，译名又作实理门。蒙古族。元顺帝时中书左丞相。
元惠宗至正十五年（1355年），失列门任中书省参知政事，奏请派遣四怯薛和爱马官员子弟按例入蒙古国子监。後任知枢密院事，兼太府监卿，分院济宁。至正十七年（1357年），失列门以中书分省右丞守济宁（今山东省巨野县），被起兵响应毛贵起义的元朝镇守黄河义兵万户田丰赶走。至正二十一年（1361年），拜中书平章政事。至正二十六年（1366年），改任御史大夫。复为知枢密院事。至正二十七年（1367年），命为岭北行省左丞相，提调分通政院。至正二十八年（1368年），拜为中书左丞相。明朝大军逼近大都，元惠宗想要弃城北徙。他和知枢密院事黑厮极力劝阻，元惠宗不听。于是失列门跟随惠宗北迁。明太祖洪武三年（1370年），元惠宗卒后，失列门先后奉事爱猷识理达腊及脱古思帖木儿，官居丞相。洪武二十一年（1388年），北元在捕鱼儿海遭到明朝大将蓝玉率领十五万大军围攻，北元八万人被俘。失列门和脱古思帖木儿、太子天保奴、枢密知院捏怯来等数十骑突围，想要到和林与丞相咬住会合。到土拉河，被阿里不哥的后裔也速迭儿袭击，失列门和脱古思帖木儿十六骑溃逃出来，遇到咬住等三千人来迎。也速迭儿再来袭击，脱古思帖木儿、天保奴父子被杀。失列门不愿意投靠也速迭儿，十月和捏怯来归顺明朝。洪武二十二年（1389年）春，明朝允许他的部下在大宁和应昌一带居牧屯种。四月，明朝设全宁卫，授捏怯来为指挥使，失列门不受职务。七月，明太祖命礼部召他入朝，他称病不去。明朝另设应昌卫，安置失列门。八月，失列门反明，劫持捏怯来，投靠也速迭儿的佥院安达纳哈出，杀死了捏怯来。后事不详。